# Sammukat Azaz
Sammukat Azaz (arab. سموقة أعزاز) – wieś w Syrii, w muhafazie Aleppo. W 2004 roku liczyła 318 mieszkańców.